# 卡尔·柯蒂斯
卡尔·托马斯·柯蒂斯（英語：Carl Thomas Curtis；1905年3月15日-2000年1月24日）是一名美国内布拉斯加州政治人物，曾任共和党众议员（1939年-1954年）和参议员（1955年-1979年）。他是内布拉斯加州任期第二长的参议员。

## 早年生活
柯蒂斯出生于内布拉斯加州卡尼县县治明登附近的家庭农场里。他曾就读于一些公立学校，后入读内布拉斯加州卫斯理大学，并加入了Theta Chi。他自学法律，通过了律师资格考试。1931年至1934年间，他在卡尼县执业，担任该县的检察官。

## 生涯
1938年，柯蒂斯以反富兰克林·D·罗斯福和罗斯福新政为纲领，当选为众议员。此后，他每两年连任一次，担任众议员直至1954年。1954年，柯蒂斯作为内布拉斯加州候选人当选下一届参议员。然而，时任内布拉斯加州参议员黑兹尔·埃布尔于当年年底辞职，于是在次年1月1日，柯蒂斯就被任命为参议员。顺便说一下，内布拉斯加州第二类参议员席位的第十五任期（1949年1月3日-1955年1月3日）十分的不同寻常：这一任期总共历任了六位参议员，而柯蒂斯正是第六位。之后，他又分别在三次选举中胜选，从1955年任职到了1979年。任内，柯蒂斯给1957年、1960年、1964年和1968年的四份民权法案，以及1965年选举法案和瑟古德·马歇尔出任美国最高法院大法官提名投出了赞成票。柯蒂斯忠于共和党，格外支持共和党的反共主义立场和财政保守主义（比如反对罗斯福新政和林登·B·约翰逊总统的伟大社会等社会项目）。
据称，在1963年对民主党组织者罗伯特·贝克的受贿指控的调查中，柯蒂斯为提升自己的地位，泄露了一份秘密备忘录。
柯蒂斯作为巴里·戈德华特和理查德·尼克松的紧密盟友，担任了1964年共和党全国大会的会长。这场大会的结果是戈德华特赢得了提名。
70年代初，柯蒂斯支持理查德·尼克松总统的越南战争升级政策，并在水门事件中始终忠于尼克松。尼克松辞职前两天（即1974年8月6日），柯蒂斯恳求国会不要惊慌，并警告说，如果把尼克松赶下台，然后让福特副总统来接任他的话，美国就会变成一个“香蕉共和国”。柯蒂斯称：“这就意味着，福特和新的副总统都不是通过选举上位，而仅仅是在职位空缺时根据程序被提名的人。”
柯蒂斯在1975年至1979年间担任参议院共和党大会主席。

## 晚年生活
退休后，柯蒂斯搬去了林肯。他在那里从事法律工作，并担任保守派游说团体美国自由同盟的管理人员，有时还会接受媒体采访。
2000年1月24日，柯蒂斯逝于林肯，尸体安葬在老家明登的明登公墓。逝世后，同样在1954年胜选为参议员的同龄人斯特罗姆·瑟蒙德在参议院发表演讲，高度赞扬了他。